# Hayasaka Fumio

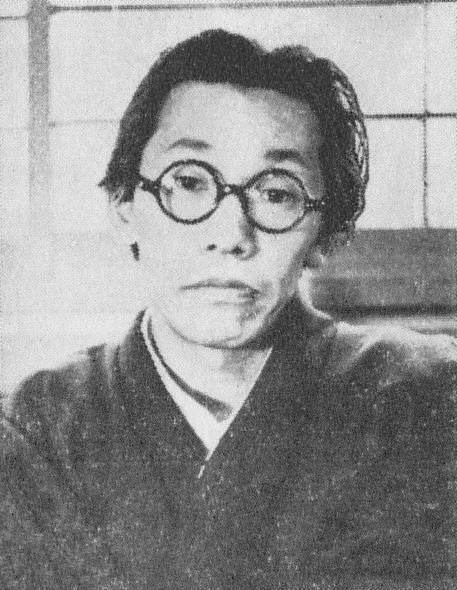
Hayasaka Fumio

Hayasaka Fumio (japanisch 早坂 文雄; geboren 19. August 1914 in Sendai (Präfektur Miyagi); gestorben 15. Oktober 1955) war ein japanischer Komponist.

## Leben und Wirken
Hayasaka Fumio brachte sich das Komponieren selbst bei. 1934 gründete er mit seinem Komponisten-Kollegen Ifukube Akira (1914–2006) die „Shin ongaku remmei“ (新音楽連盟) – „Liga für neue Musik“. Statt einfach den westlichen Traditionen zu folgen, schuf Hayasaka einen eigenen Beitrag zur Musik, indem er einen neuen, östlich geprägten Stil entwickelte. Aus diesem Ansatz heraus komponierte er sein Stück für Orchester mit dem Titel „Kosai no bukyoku“ (古代の舞曲) – „Tanzmusik aus alten Zeiten“, das er 1938 veröffentlichte. Er wurde dafür mit dem Weigartner-Preis ausgezeichnet.
Das bekannteste Stück Hayasakas ist „Sahō no mai to uhō no mai“ (左方も舞と右方の舞) – „Tanz, linksherum und rechtsherum“ aus dem Jahr 1942. Viel gespielt wird auch sein „Klavierkonzert in d-Moll“ aus dem Jahr 1948. 1939 wurde er Musikdirektor der Filmfirma Tōhō, wo er die Musik zu Kurosawas Filmen Engel der Verlorenen (1948), Ein streunender Hund 1949, „Rashōmon“ (1950), „Der Idiot“ 1951, „Einmal wirklich leben“ (1954), „Die sieben Samurai“ (1954) komponierte. 1954 erschien auch der Film „Die Legende vom Meister der Rollbilder“ unter der Regie von Mizoguchi Kenji mit der Musik von Hayasaka.
Hayasaka erkrankte an Tuberkulose und starb mit 41 Jahren.